# فندق طبرق
فندق طبرق هو فندق تاريخي يقع في مدينة طبرق، شرق ليبيا.

## تاريخ
بُني الفندق عام 1937، وكان يقع عند مدخل الميناء، وهو المحطة الأخيرة قبل الحدود المصرية.
وفر الفندق المأوى لإرفين روميل أثناء حصار طبرق في الحرب العالمية الثانية.